# Geova

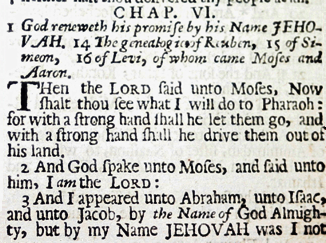
"Geova" in Esodo 6: 3 (Versione bibbia di re Giacomo 1611)

Geova è una latinizzazione della lingua ebraica, una vocalizzazione del tetragramma biblico (YHWH), il nome proprio di Dio nella Bibbia ebraica e uno dei sette nomi di Dio nell'ebraismo.
La vocalizzazione storica fu persa perché nel giudaismo del Secondo Tempio, tra il III e il II secolo a.C., venne evitata la pronuncia del Tetragramma, sostituita con Adonai ("Signore"). I punti vocalici ebraici di Adonai furono aggiunti al Tetragramma dai Masoreti e la forma risultante fu traslitterata intorno al XII secolo come Yehowah . Le forme derivate Iehouah e Geova apparvero per la prima volta nel XVI secolo.
"Geova" è stato reso popolare nel mondo di lingua inglese da William Tyndale e altre traduzioni pionieristiche di protestanti inglesi come la Bibbia di Ginevra e la versione di Re Giacomo . La Conferenza episcopale degli Stati Uniti afferma che per pronunciare il Tetragramma "è necessario introdurre vocali che alterano le forme scritte e parlate del nome", dando luogo a "Yahweh", "Yehwah" o "Geova". Rimane anche in uso dai traduttori della Società Torre di Guardia (la quale pubblica la Traduzione del Nuovo Mondo) e appare nelle traduzioni ancora popolari dell'American Standard Version (1901) e della Young's Literal Translation (1862, 1899), ma non appare nelle traduzioni inglesi tradizionali, alcune delle quali usano Yahweh ma la maggior parte continua a usare "Signore" (anche se, in realtà, trattasi di titolo e non di nome proprio) per rappresentare lo stesso.

## Pronuncia

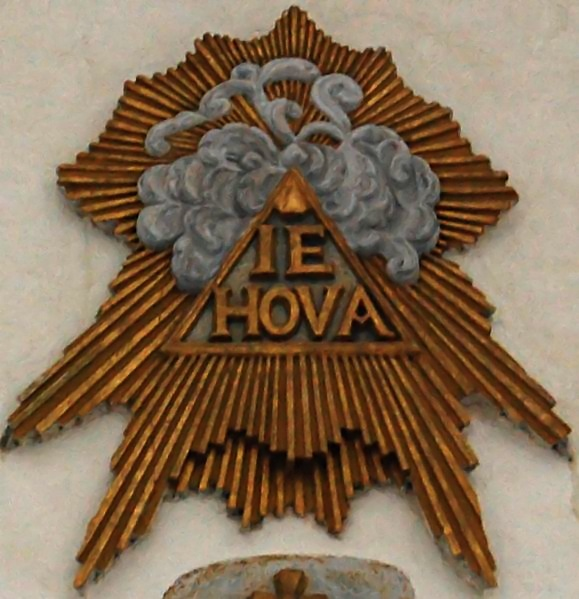
Il nome Iehova in una chiesa luterana in Norvegia.

La maggior parte degli studiosi ritiene che "Geova" (anche traslitterato come "Yehowah") sia una forma ibrida derivata dalla combinazione delle lettere latine JHVH con le vocali di Adonai. Alcuni sostengono che ci sono prove che una forma del Tetragramma simile a Geova potrebbe essere stata usata nei testi e nei manufatti fonetici semitici e greci della tarda antichità . Altri dicono che è la pronuncia Yahweh che è testimoniata sia nei testi cristiani che in quelli pagani dell'era paleocristiana.
Alcuni ebrei caraiti,  come sostenitori del nome Geova, affermano che sebbene la pronuncia originale di יהוה‎  è stata oscurata dall'uso vetusto del nome secondo la legge rabbinica orale, le traslitterazioni consolidate di altri nomi personali ebraici sono accettate nell'uso normale, come Giosuè, Geremia, Isaia o Gesù, per le quali le pronunce originali potrebbero essere sconosciute. Sottolineano inoltre che "la forma Geova è semplicemente una forma anglicizzata di Y e hovah"  e conserva le quattro consonanti ebraiche "YHVH" (con l'introduzione del suono "J" in inglese). Alcuni sostengono che Geova sia preferibile a Yahweh, in base alla loro conclusione che il Tetragramma era probabilmente originariamente tri-sillabico e che quindi le forme moderne dovrebbero avere anche tre sillabe.
Lo studioso biblico Francis B. Dennio, in un articolo nel Journal of Biblical Literature, scrisse: "Geova travisa il Signore non più di quanto Geremia travisi Yirmeyahu. Le connotazioni stabilite di Isaia e Geremia vietano di mettere in discussione il loro diritto." Dennio ha sostenuto che la forma "Geova" non è una barbarie, ma è la migliore forma disponibile, avendo raccolto per secoli le connotazioni e le associazioni necessarie per un valido uso.
Secondo una tradizione ebraica sviluppata tra il III e il II secolo a.C., il Tetragramma è scritto ma non pronunciato. Quando letti, i termini sostitutivi sostituiscono il nome divino dove יְהֹוָה appare nel testo. È ampiamente ipotizzato, come proposto dallo studioso della lingua ebraica del XIX secolo Gesenius, che le vocali dei sostituti del nome - Adonai (Signore) ed Elohim (Dio) - furono inserite dai Masoreti per indicare che questi sostituti dovevano essere usati.  Quando יהוה‎  precede o segue Adonai, i Masoreti posizionano i punti vocalici di Elohim nel Tetragramma, producendo una diversa vocalizzazione del Tetragramma   יֱהֹוִה, che è stato letto come Elohim . Sulla base di questo ragionamento, il modulo יְהֹוָה ( Geova ) è stato caratterizzato da alcuni come una "forma ibrida", e persino "un'impossibilità filologica".
I primi traduttori moderni ignoravano la pratica di leggere Adonai (o suoi equivalenti in greco e latino, Κύριος e Dominus ) al posto del Tetragramma e invece combinavano le quattro lettere ebraiche del Tetragramma con i punti vocalici che, tranne nei rotoli della sinagoga, li ha accompagnati, risultando nella forma Geova . Questo modulo, che è entrato in vigore per la prima volta in opere datate 1278 e 1303, è stato adottato nelle traduzioni della Bibbia di Tyndale e di altre protestanti . Nella Bibbia di Ginevra del 1560, il Tetragramma è tradotto come Geova sei volte, quattro come nome proprio e due come nomi di luogo. Nella versione del re Giacomo del 1611, Geova si presentò sette volte. Nella versione inglese del 1885, la forma Geova si presenta dodici volte. Nella versione americana del 1901 la forma "Je-ho'vah" divenne la normale interpretazione inglese dell'ebraico יהוה‎ , Tutto in tutto, di preferenza al già dominante Signore che viene generalmente utilizzato nella versione di Re Giacomo. È anche usato in inni cristiani come l'inno del 1771, "Guidami, o grande Geova".

### Sviluppo
La teoria più diffusa è che il termine ebraico יְהֹוָה ha i punti vocalici di אֲדֹנָי (adonai). Usando le vocali di adonai, il composito hataf patah    sotto la gutturale alef א‎ diventa uno sheva sotto lo yod י‎, l'olam  è posto sopra il primo he ה‎ e il qamat  è posto sotto il vav ו‎  , dando יְהֹוָה (Geova). Quando i due nomi, יהוה‎ e אדני‎, si trovano insieme, il primo è indicato con un hataf segol  sotto lo yod י‎  e un hiriq  sotto il secondo he ה‎, dando יֱהֹוִה, per indicare che deve essere letto come (elohim) al fine di evitare che adonai si ripeta.
Prendere le ortografie secondo un valore nominale potrebbe essere stato il risultato del non conoscere il perpetuo di Q , risultando nella traslitterazione Yehowah e varianti derivate.  Emil G. Hirsch è stato tra gli studiosi moderni che hanno riconosciuto "Geova" come "grammaticalmente impossibile".

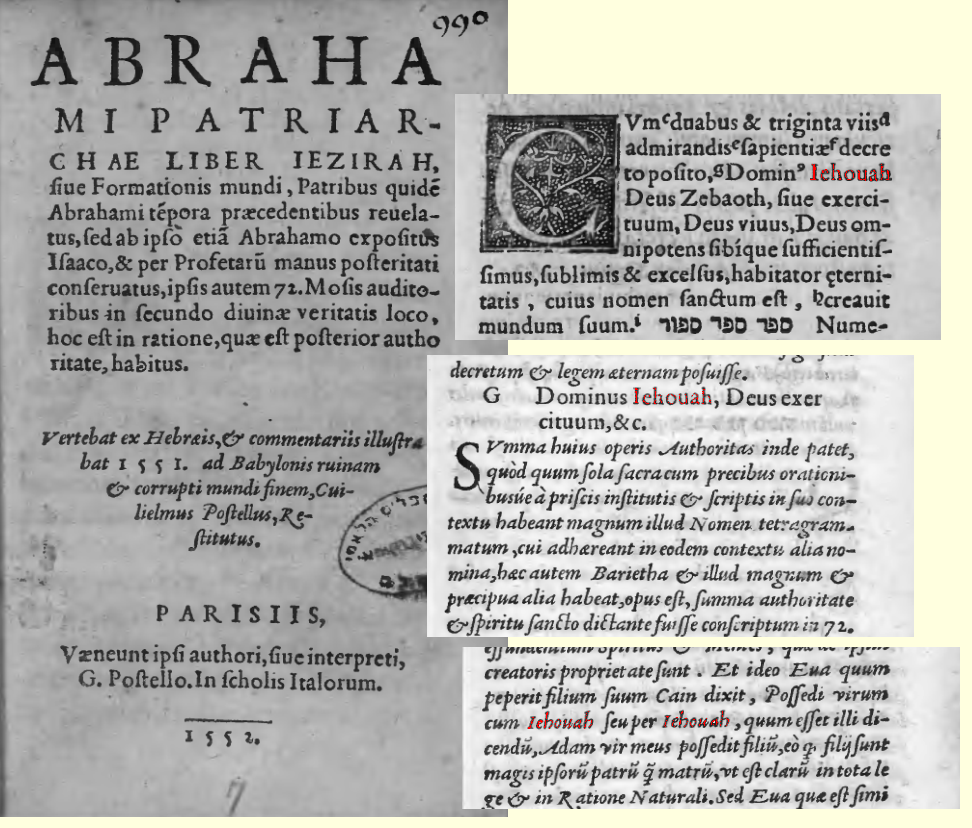
Una traduzione latina del 1552 del Sefer Yetzirah, usando la forma Iehouah per il " magnum Nomen tetragrammatum ".

יְהֹוָה appare 6,518 volte nel testo masoretico tradizionale, in aggiunta a 305 istanze di יֱהֹוִה (Jehovih). La pronuncia Jehovah si ritiene che sia sorto attraverso l'introduzione delle vocali qere— la notazione marginale usata dai Masoreti. Nei luoghi in cui le consonanti del testo da leggere ( qere) differivano dalle consonanti del testo scritto (kethib), scrissero qere a margine per indicare che kethib era letto usando le vocali di qere. Per alcune parole molto frequenti la nota marginale è stata omessa, indicata come q perpetua. Uno di questi casi frequenti era il nome di Dio, che non doveva essere pronunciato nel timore di profanare il "nome ineffabile". Invece,  יהוה‎ (YHWH) appariva ovunque nel kethib del libro biblico e liturgico, poteva essere letto come אֲדֹנָי (adonai, "Miei Signori [plurale majestatis]"), o come אֱלֹהִים (elohim, "Signore") se adonai appare vicino. Questa combinazione produce יְהֹוָה (yehovah) e   יֱהֹוִה (yehovih). יהוה‎ è anche scritto ה'‎, oppure ד'‎, e letto ha-Shem ("il nome").
Gli studiosi non sono completamente d'accordo sul perché יְהֹוָה non ha esattamente gli stessi punti vocali di adonai . L'uso del composito hataf segol  nei casi in cui il nome deve essere letto, "elohim ", ha portato all'opinione che il composito hataf patah  avrebbe dovuto essere usato per indicare "adonai ". È stato discusso al contrario che il disuso del patah è coerente con il sistema babilonese, in cui il composito è insolito.

#### Punti vocali di יְהֹוָה e אֲדֹנָי

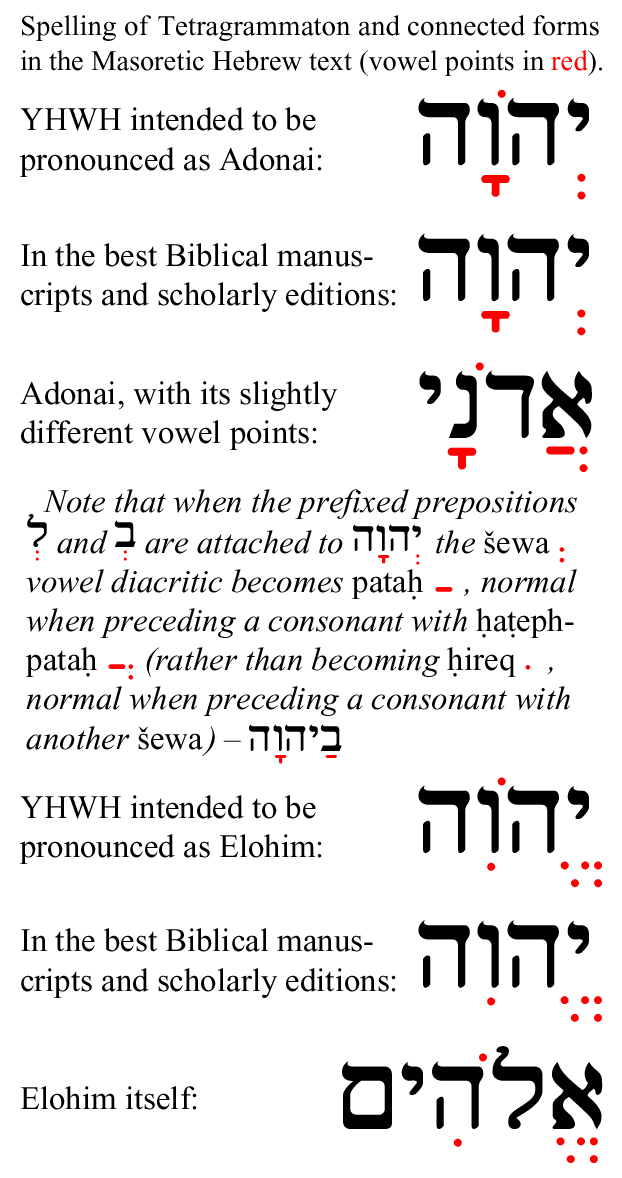
L'ortografia del Tetragramma e le forme connesse nel testo ebraico masoretico della Bibbia, con punti vocali mostrati in rosso.

La tabella seguente mostra i punti vocali di Geova e Adonay, che indicano la semplice sheva in Geova in contrasto con l'hataf patah di Adonay . Come indicato a destra, i punti vocalici utilizzati quando si intende che YHWH sia pronunciato in quanto Adonai sono leggermente diversi da quelli utilizzati in Adonai stesso.
| Ebraico (Strong's # 3068) Yehovah | Ebraico (Strong's # 3068) Yehovah | Ebraico (Strong's # 3068) Yehovah | Ebraico (Strong's # 136) ADONAY | Ebraico (Strong's # 136) ADONAY | Ebraico (Strong's # 136) ADONAY |
| --------------------------------- | --------------------------------- | --------------------------------- | ------------------------------- | ------------------------------- | ------------------------------- |
| י‎                                 | Yod                               | Y                                 | א‎                               | Aleph                           | arresto glottale                |
|                                   | Sheva semplice                    | E                                 |                                 | Hataf Patah                     | A                               |
| ה‎                                 | lui                               | H                                 | ד‎                               | Dalet                           | D                               |
|                                   | Holam                             | O                                 |                                 | Holam                           | O                               |
| ו‎                                 | Vav                               | V                                 | נ‎                               | Nun                             | N                               |
|                                   | Qamats                            | a                                 |                                 | Qamats                          | A                               |
| ה‎                                 | lui                               | H                                 | י‎                               | Yod                             | Y                               |

La differenza tra i punti vocalici di 'ôdônây e YHWH è spiegata dalle regole della morfologia e fonetica ebraica. Sheva e hataf-patah erano allofone dello stesso fonema utilizzato in diverse situazioni: hataf-patah consonanti glottali compresi aleph (ad esempio la prima lettera Adonai), e semplice sheva su altre consonanti (come Y in YHWH).

## Nomi greci simili

### Antichi
- Ιουω (Iouō,  [juɔ]): Pistis Sophia citato da Charles William King, che also gives Ιαω (Iaō,  [jaɔ][32], II secolo)
- Ιεου (Ieou,  [jeu]): Pistis Sophia (II secolo)
- ΙΕΗΩΟΥΑ (I-E-Ē-Ō-O-Y-A,  [ieɛɔoya]), le sette vocali dell'alfabeto greco disposte in questo ordine. Charles William King attribuisce a un'opera che chiama On Interpretations[33] l'affermazione che questo era il nome egiziano del Dio supremo. Commenta: "Questa è in effetti una rappresentazione molto corretta, se diamo ad ogni vocale il suo vero suono greco, della pronuncia ebraica della parola Geova."[34] (II secolo)
- Ιευώ (Ievō): Eusebio, che ha detto Sanconiatone ricevette i registri degli ebrei da Hierombalus, sacerdote del dio Ieuo.[35] (c. 315)
- Ιεωά (Ieōa): Testo magico ellenistico[36] (II–III secolo), M. Kyriakakes[37] (2000)

### Moderno
- Ἰεχοβά (come Jehova[h]): Paolo Medici[38] (1755)
- Ἰεοβά (come Je[h]ova[h]): Greco Pentateuco[39] (1833), Holy Bible tradotto in Katharevousa Greco di Neophytus Vamvas[40] (1850)
- Ἰεχωβά (come Jehova[h]): Panagiotes Trempelas[41] (1958)

## Trascrizioni latine e inglesi simili

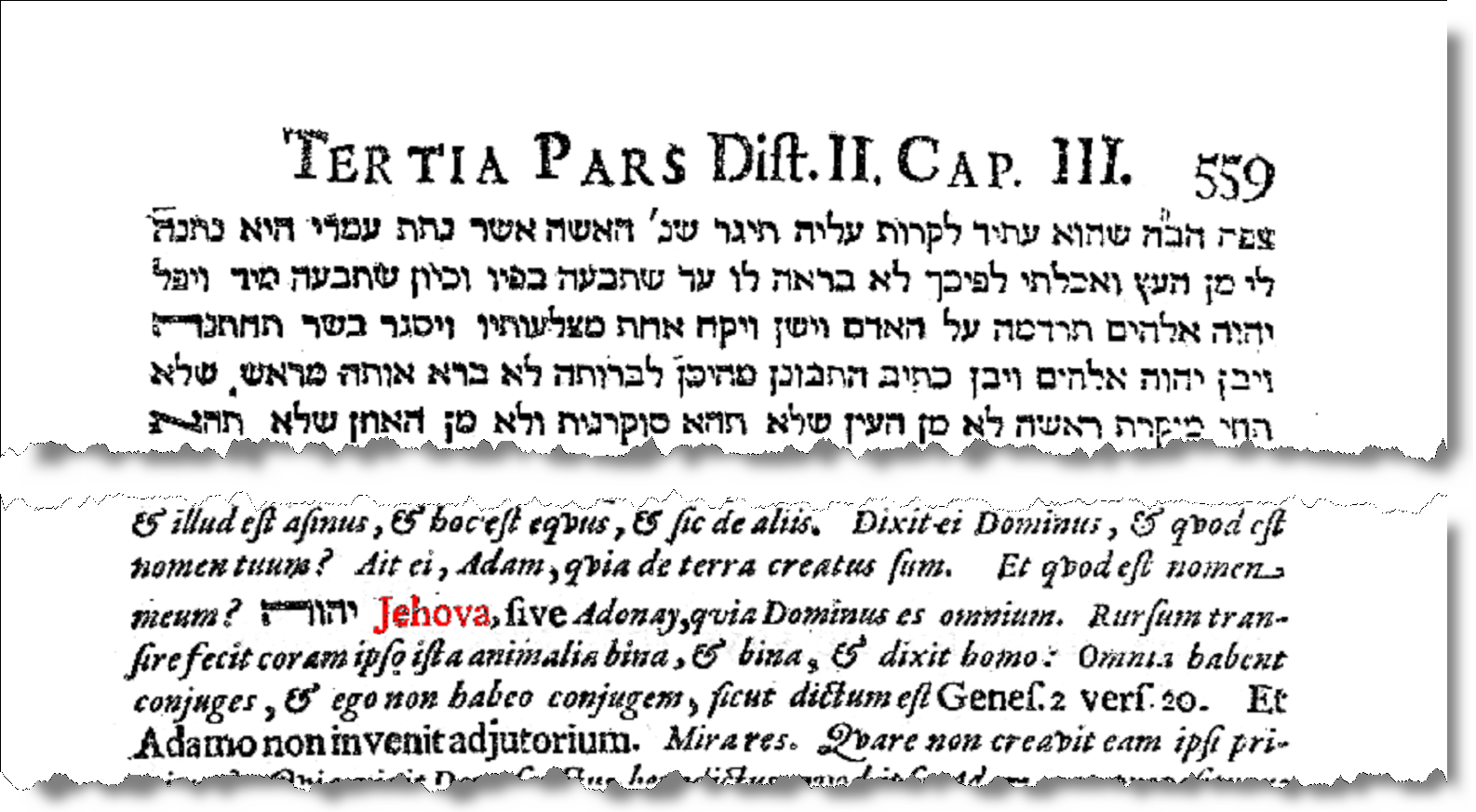
Estratti dal Pugio Fidei adversus Mauros et Judaeos di Raymond Martin (1270, p. 559), contenente la frase "Geova, Sive Adonay, qvia Dominus es omnium" (Geova o Adonai, poiché tu sei il Signore di tutti).

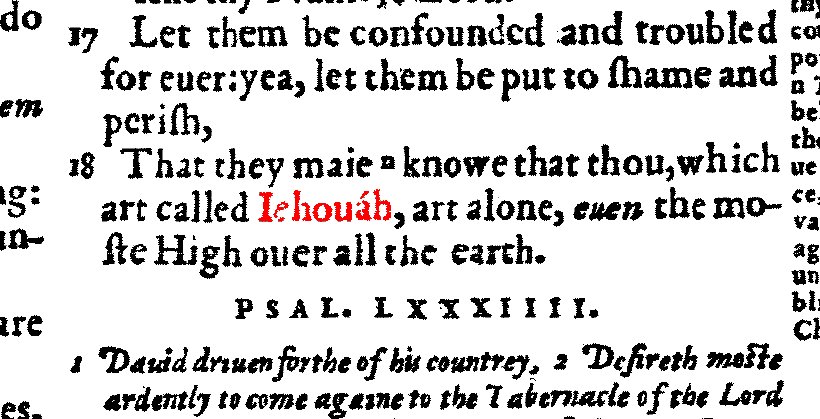
Bibbia di Ginevra, 1560. (Salmo 83:18)

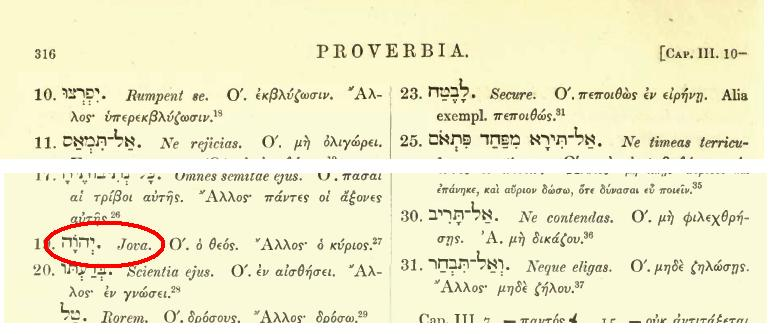
Una rappresentazione latina del Tetragramma è stata la forma "Jova".
(Origenis Hexaplorum, a cura di Frederick Field, 1875)

Trascrizioni di יְהֹוָה simili a Geova avvennero già nel XII secolo.
- Ieve : Pietro Alfonsi[43] (c. 1106), Alexander Geddes[44][45] (1800)
- Geova : Raimondo Martì (Raymundus Martini)[42] (1278), Porchetus de Salvaticis[46] (1303), Tremellius (1575), Marcus Marinus (1593), Carlo IX di Svezia[47] (1606), Rosenmüller  (1820), Wilhelm Gesenius (c. 1830)[48]
- Yohoua : Raymond Martin  (1278)
- Yohouah : Porchetus de Salvaticis (1303)
- Ieoa : Nicola Cusano (1428)
- Iehoua : Nicola Cusano (1428), Pietro Colonna (Galatinus)[49] (1516)
- Iehova : Nicola Cusano (1428), Jacques Lefèvre d'Étaples (1514), Sebastian Münster (1526), Leo Jud (1543), Robert Estienne (1557)
- Ihehoua : Nicola Cusano (1428)
- Jova : 16th century,[50] Rosenmüller[51] (1820)
- Geova : Paul Fagius (1546), Giovanni Calvino (1557), King James Bible (1671 [OT] / 1669 [NT]), Matthew Poole[52] (1676), Benjamin Kennicott[53] (1753), Alexander Geddes  (1800)
- Iehouáh : Geneva Bible (1560)
- Iehovah : versione autorizzata di re Giacomo (1611), Henry Ainsworth (1627)
- Jovae : Rosenmüller  (1820)
- Yehovah : William Baillie[54] (1843)